# دوايت سميث جونيور
جون دوايت سميث جونيور (من مواليد 26 أكتوبر 1992) هو لاعب بيسبول أمريكي محترف لاعب فريق تشارلستون ديرتي بيردز من الرّابطة الأطلسيّة للبيسبول المحترفة. لقد لعب في دوري البيسبول الرئيسي (MLB) لفريق تورونتو بلو جايز وبالتيمور أوريولز.
سميث هو ابن لاعب MLB السابق دوايت سميث. 

## مهنة محترفة

### تورونتو بلو جايز
التحق سميث بمدرسة ماكينتوش الثانوية وتمت صياغته بواسطة بلو جايز في الجولة الأولى (المرتبة 53 بشكل عام) من مسودة دوري البيسبول الرئيسي لعام 2011.   ظهر سميث لأوّل مرّة في لعبة البيسبول الاحترافية في عام 2012 وقسم الموسم مع بلوفيلد بلوجايز روكي وفانكوفر الكنديون، مسجذلاً مجموع .212 مع 4 أشواط على أرضه و 29 ضربة في (RBI). أمضى موسم 2013 مع فريق لانسينج لوجنوتس من الدّرجة الأولى، حيث ضرب .284 في 109 مباراة، مع 7 أشواط على أرضه، و46 RBI، و25 قاعدة مسروقة.
تمّت ترقية سميث إلى دنيدن بلو جايز لموسم 2014. في 6 من أبريل عام 2014، حقّق زوجًا من الضّربات الفرديّة على أرضه ضد كول هاميلز، وهي أوّل مباراتين على أرضه في مسيرته. في 26 من أغسطس، أعلنت منظّمة بلو جايز أنّ سميث سيلعب لصالح فريق ميسا سولار سوكس من دوري أريزونا فال عند الانتهاء من موسم 2014.  أنهى موسم 2014 بعد أن ضرب .284 في 121 مباراة لعبها، مع 12 نقطة على أرضه و60 نقطة من RBI. لقد سرق 15 قاعدة، ونشر OPS أكثر من .800 لأول مرة في حياته المهنية.  في 24 سبتمبر، حصل سميث على لقب أفضل لاعب في مدينة دنيدن في عام 2014  تمّت ترقيته إلى نيوهامبشير فيشر كاتس في بداية موسم 2015، ولعب الموسم بأكمله هناك، وضرب 0.265 مع 7 أشواط على أرضه و44 RBI في 117 مباراة.  لم تتم إضافة سميث إلى قائمة بلو جايز المكونة من أربعين لاعبًا في نهاية موسم 2015، مما جعله مؤهّلاً لمسودة القاعدة 5. MLB.com كاتب العمود جوناثان مايو أطلق عليه لقب أحد أفضل العملاء المحتملين المتاحين المتّجهين إلى المسودة.
تمّت دعوة سميث إلى التّدريب الرّبيعي للدّوري الرّئيسي في 12 من شهر يناير عام 2016، وتمّ إعادة تعيّينه إلى معسكر الدّوري الثانوي في 7 آذار تم تعيينه في نيو هامبشاير لافتتاح موسم الدوري الثانوي 2016.  لعب سميث 126 مباراة لفريق فيشر كاتس في عام 2016، ووصل إلى 0.265 مع أعلى مستوى في مسيرته 15 نقطة على أرضه و74 نقطة RBI.  تم تعيينه في Triple-A Buffalo Bisons لافتتاح موسم 2017.
في 18 مايو 2017 ، تمّ استدعاء سميث من قبل فريق "بلو جايز" وقدّم أوّل مباراة له في نفس اليوم ضدّ فريق "أتلانتا برافيز". بنتيجة 0-2 مع فوز تورونتو 9-0. تمّ اختياره مرة أخرى إلى ثلاثي-أ بوفالو في 20 من شهر مايو واستدعاء في 24 مايو بعد أن تمّ وضع أنتوني ألفورد على قائمة المعاقين. سجّل سميث أوّل ضربة في حياته المهنيّة في الفوز البلائي بـ8-4 على فريق ميلواكي براورز في ذلك اليوم، وتمّ اختياره مرّة أخرى إلى بوفالو بعد الّلعبة. لقد تمّ استدعائه في 4 من شهر سبتمبر
في 5 مارس 2019، تمّ تعيين سميث للمهمة. 

### بالتيمور أوريولز
في 9 من شهر مارس لعام 2019، تمّ تداول سميث مع فريق بالتيمور أوريولز مقابل أموال جماعيّة دوليّة. بدأ الموسم كلاعب أيسر أساسي. في 31 مايو 2019، حقّق سميث أوّل بطولة كبرى له في مسيرته أمام درو بوميرانز حيث فاز فريق الأوريولز بنتيجة 9-6 على سان فرانسيسكو جاينتس. تمّ قطع موسم سميث بسبب الإصابة، ولعب في 101 مباراة فقط. أنهى ضرب .241 مع 13 ضربة على أرضه و 53 ضربة في.
في عام 2020، ظهر سميث في 21 مباراة وحقق .222/.306/.365 بستة أشواط في أكثر من 72 مباراة. تمّ تعيينه للتّنازل في 22 من شهر أغسطس 2020، وأصبح وكيلًا حرًّا في 2 من شهر نوفمبر.

### سينسيناتي ريدز
في 7 ديسمبر لعام 2020، وقّع سميث عقدًا في الدّوري الصّغير مع منظّمة سينسيناتي ريدز. تمّ تعيينه إلى فريق "تريبل إيه" لويزفيل باتس لبدء موسم 2021. في 36 مباراة للويسفيل ، ضرب سميث .220 / 327 / .283 مع 1 رنز منزلي و 17 ريبي قبل أن يتم إنهاء عقده في 20 يونيو لعام 2021.

### Acereros دي مونكلوفا
في 9 يوليو 2021، وقع سميث مع فريق أسرروس دي موكنوفا من الدوري المكسيكي. 

### شيكاغو وايت سوكس
وقع سميث عقد دوري ثانوي مع فريق شيكاغو وايت سوكس في 22 فبراير 2022  تم إنهاء عقده في 7 مايو 2022.

### أسرروس دي مونكلوفا (الفترة الثانية)
في 25 من شهر مايو 2022، أعاد سميث التّوقيع مع أسرروس دي مونكلوفا في الدّوري المكسيكي. أُطلق في 4 يونيو 2022.

### أساطير ليكسينغتون
في 12 يونيو 2022، وقع سميث مع أساطير لينغسينتون من الرّابطة الأطلسية للبيسبول المحترفة. لعب سميث في 12 مباراة مع ليكسينغتون، مسجّلاً .171/.292/.366 مع جولتين على أرضه و7 نقاط RBI. أصبح وكيلًا مجانيًّا بعد الموسم.

### تشارلستون الطيور القذرة
في 13 أبريل 2023، وقع سميث مع تشارلستون ديرتي بيردز من الرابطة الأطلسية للبيسبول المحترفة.